# Sarape

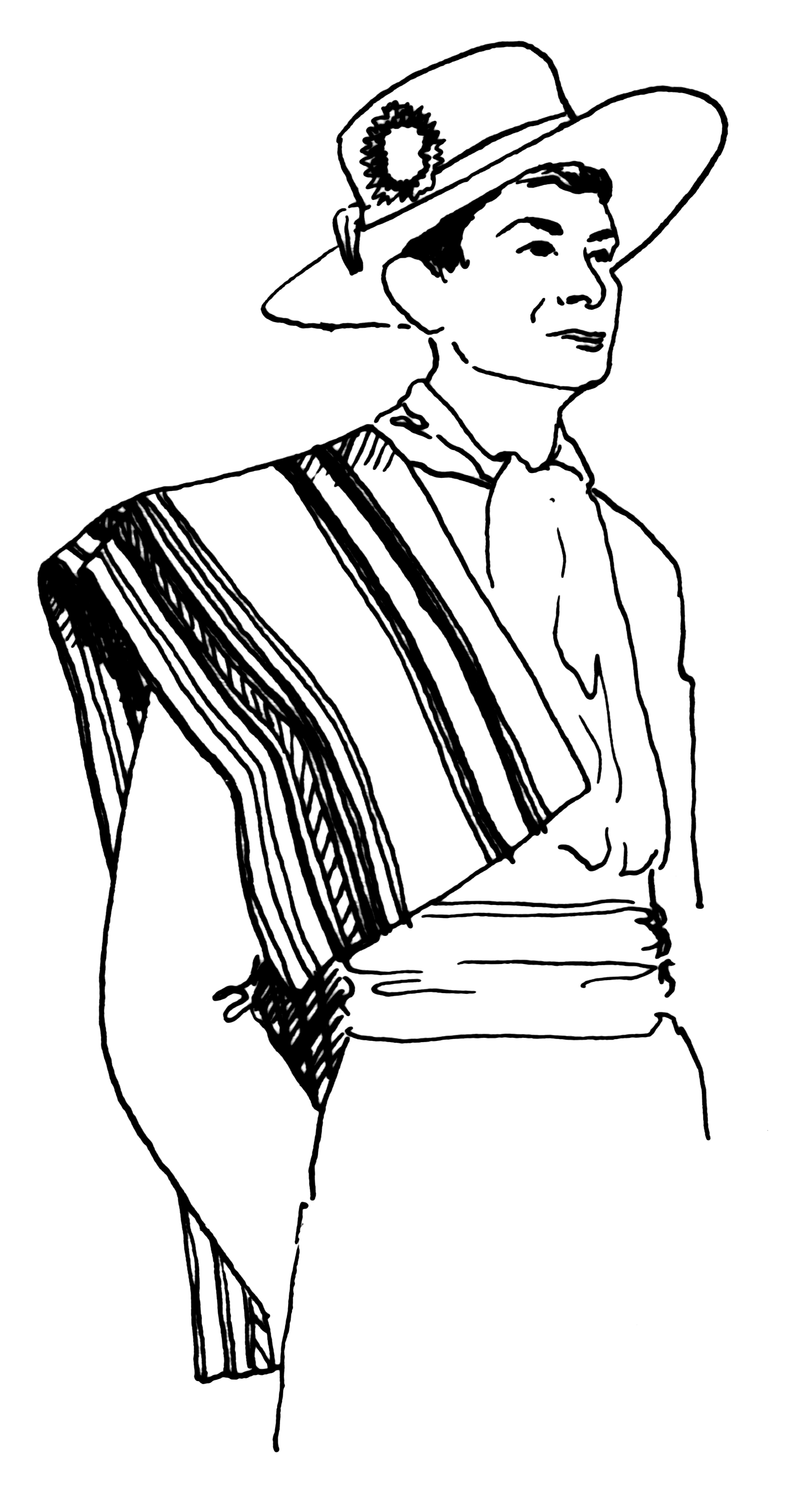
Sarapét viselő férfi rajza

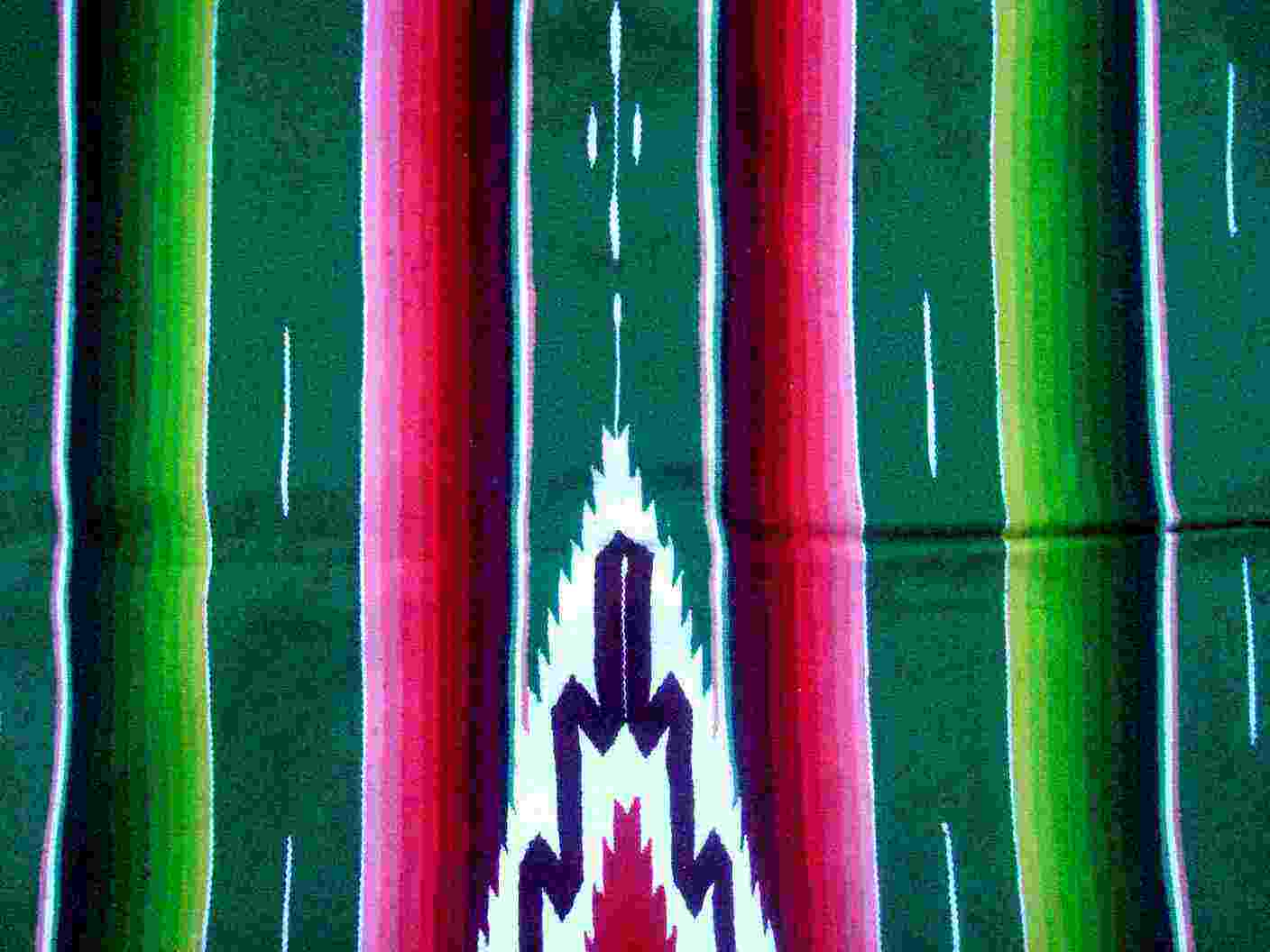
Egyfajta sarapemintázat

A sarape (egyéb elnevezései: tilma, gabán, chamarro, jorongo, cotón, cobija és frazada) egyfajta vállkendő, amelyet többnyire férfiak viselnek, főként Mexikóban. Leggyakrabban egyik vállukon átvetve hordják, a női rebozóhoz hasonlóan használják hideg vagy eső elleni védelemként, vagy akár párna helyett is alváshoz. Készülhet gyapotból, selyemből vagy a kettőből vegyesen. Szinte egész Mexikóban készítik, de leghíresebb a saltillói sarape.

## Története
A sarape színei és mintái az ősi indián hagyományokon alapulnak, ám elkészítése már Európából származó szövési technológiával történik. Fénykorát a 18. és a 19. századokban élte, ekkor a mai Zacatecas, Coahuila, Guanajuato, Michoacán, Querétaro, Puebla és Tlaxcala államokban nagy mennyiségben készítették, de egyszerűbb kivitelben sokhelyütt a 20. században is a vidéki emberek, főként peónok, parasztok szinte nélkülözhetetlen viseletének számított, a rangosabb földbirtokosok pedig díszesebb változatban hordták, valamint gyakran felveszik táncosok és mariachi-zenészek is. A ruhaipar fejlődésével azonban a városokból lassan egyre inkább kiszorult, viszont alkalmazni kezdték akár faldíszként vagy szőnyegként is.

## Változatai
Sarapék több módon (ipari vagy kézműves technológiával) és számos mintázattal készülnek. A tlaxcalai Chiautempanban és Contlában készített színes sarapék például a Chiapa de Corzói parachico táncosok ruházatának alapját képezik, a turistáknak szánt jorongókat pedig országszerte (sőt, külföldön is) kézművesboltokban árulják. Jellegzetes színes mintázatokkal látják el még a sarapéket Saltillo környékén, Aguascalientesben és a jaliscói Teocaltichében, bonyolult szövési technikákkal készítik Contlában, San Luis Potosíban, a México állambeli Xonacatlánban, Temoayában és Coatepec Harinasban, a jaliscói Jocotepecben és Encarnación de Díazban, a Hidalgói Los Reyesben, valamint a guanajuatói Coroneóban és San Miguel de Allendében.
Contlában, a zacatecasi Guadalupében, valamint a oaxacai Tlaxiacóban és Teotitlán del Vallében arc- és tájképekkel díszítik a sarapét, ez utóbbi helyen és Santa Ana del Vallében természetes színezőanyagokat is felhasználva híres művészek képeit másolják rá a ruhadarabra.
A sarape készülhet egyetlen darabból is, de van, hogy két darabot illesztenek egybe úgy, hogy a fejnek egy lyukat hagynak a közepén. Széleit néha rojtokkal díszítik, de vannak olyan helyek is, ahol egy horgolt szegélyt illesztenek hozzá.
A korák és a vicsolok főként selyemből készítik sarapéiket, csakúgy, mint a Coatepec Harinas-iak, a Donato Guerra-iak, a jalacingóiak (Veracruz állam), a charapaniak és parachóiak (Michoacán állam), a hueyapaniak (Puebla állam) és a chicahuaxtlaiak (Oaxaca). Vegyesen használják a selymet és a zöldes, nehezebb szövetet eredményező chichicaztle nevű növényi rostot Oaxaca három községében, a Chiapas-beli Zinacantánban pedig fehér és vörös gyapotból készült, szélein színes díszítéssel ellátott, kis méretű sarapét („cotón”-t) készítenek.
Derékhoz erősített szövőkerettel dolgoznak számos indián törzs asszonyai, legjellegzetesebb műveik Chamulában, Tenejapában, Chachahuantlában és Naupanban, Hueyapanban, Santa María Tlahuitoltepecben, San Mateo del Marban, Santa Ana Hueytlalpanban, Jiquipilcóban, Apetzucában, Cuquilában, Tlaxiacóban és Santa María Quiatoniban. Négy földbe szúrt függőleges rúd segítségével szövik az ország északi részén, például a sonorai Masiacában és a chihuahuai Uriquében. Pedálos szövőszékkel főként nagyobb darabok készülnek ismétlődő mintákkal, alkalmazásának fő területei Malinaltepec, Tlacolula, Tianguistenco, Bernal és a hidalgóbeli El Cardonal.